# Грайнер, Фриц
Фриц Гра́йнер (нем. Fritz Greiner; 1 января 1879, Вена — ноябрь 1933, Мюнхен) — австрийский актёр.

## Биография
Грайнер начинал актёрскую карьеру в различных крестьянских театрах, ставивших в основном комедии о жизни на селе. После Первой мировой войны Грайнер переехал в 1918 году в Мюнхен и был принят актёром на киностудию Münchner Lichtspielkunst. 
В 1920-е годы Грайнер добился успеха и стал востребованным исполнителем ролей второго плана. Ему часто доставались роли сильных, отчасти демонических и героических личностей. Грайнер наиболее известен по заглавным ролям Валленштейна и Андреаса Гофера в лентах 1924—1925 и 1929 годов («Венгерская рапсодия»). В 1932 году Грайфер снялся в пропагандистской ленте «Чёрный гусар», в 1933 — «Штурмовик Бранд». Выступил режиссёром двух фильмов.